# Петроглифы Баян-Журека
Петроглифы Баян-Журека — наскальные изображения в одиоимённых горах Джунгарского Алатау, в 25 км от аула Капал Аксуского района Жетысуской области. В 1993 году исследованы Международной казахстанско-французской археологической экспедицией под руководством 3. Самашева. Одиночные изображения и сложные композиции отражают быт, верования и мировоззрение племен и пародов, населявших эти окрестности с бронзового века до средних веков. На одном из рисунков — фигура человека с поднятой вверх рукой, треугольную голову обрамляют 7 лучей, исходящих в разные стороны. Возможно это украшенный различными знаками специальный головной убор отправителей религиозных обрядов или приравненного к богу персонажа. Образцы таких головных уборов встречаются на рисунках, нанесенных краской на стенах каменных ящиков с захоронениями, относящихся к периоду энеолита Каракульских курганов Горного Алтая, на археологических памятниках окуневской культуры Сибири, самусьской культуры и параллельных с ними или сменивших их андроновской, карасукской культур эпохи палеометалла. Среди рисунков много изображений воинов-всадников древнетюркского периода, часть сюжетов относятся к гунно-сарматскому периоду.
Петроглифы разделяются на два комплекса: Баян-Журек на скалах западной оконечности гряды Баян-Журек и Тасбасский — на гранитных валунах в восточной части гряды. И те, и другие петроглифы входят в археологический комплекс Верхе-Биенской долины.
Комплекс Баян-Журек насчитывает около 2500 рисунков в шести группах расположенных на протяжении первых двух километров хребта на высотах от 1600 до 1800 метров.
Тасбасский комплекс был обнаружен в 1999—2001 годах экспедицией института археологии и лаборатории геоархеологии АН РК, он включает петроглифы, лунки, протоскульптуры.